# Los Herculoides
Los Herculoides, también conocido como Los Defensores Interplanetarios, fue una serie animada producida por Hanna-Barbera Productions. Al igual que la mayoría de dibujos animados sobre superhéroes producidos por Hanna-Barbera en esa época (como Moby Dick y Mighty Mightor o Birdman y el Trío Galaxia) los personajes de Los Herculoides fueron creados y diseñados por el dibujante Alex Toth, quien originalmente creó la historia del programa. El primer episodio fue mostrado a las 9:30 del sábado, 9 de septiembre de 1967, y fue transmitido por CBS los sábados por la mañana, en 18 segmentos de 30 minutos de duración, (dos capítulos por segmento), hasta el 6 de septiembre de 1969, fecha en la que el programa fue cancelado, después de 36 episodios, debido a que algunos grupos comenzaron a protestar en contra de la violencia que se mostraba en él, provocando así que la serie fuera reemplazada por la que en el futuro se convertiría en el próximo éxito mundial de Hanna-Barbera: Scooby-Doo. Fueron creados once nuevos episodios en el año 1981 como parte del programa Space-Stars.
Posteriormente, Los Herculoides comenzaron a ser emitidos por primera vez en España, el 2 de julio de 1984,  a través del canal autonómico TV3, que comenzaba
su andadura. La serie fue luego retransmitida por la cadena Cartoon Network, durante el bloque Toonami, y a partir del año 2001 hasta el año 2006, pudo ser vista en Latinoamérica y en todo el mundo por el canal Boomerang, durante el bloque Boomeraction, en el horario de las 16:00 y 17:00 de la tarde con repeticiones a la noche y la mañana. Posteriormente, debido a un repentino cambio de imagen y a la renovación de la programación, la serie pasó a ser vista en la madrugada por este mismo canal, que la quitó luego de su bloque de clásicos al término del año 2006. y en 2009 se retransmitió por Tooncast.
La historia estaba basada en la ciencia ficción, y era similar en género y efectos de sonido a Jonny Quest y El fantasma del espacio.
La historia tomaba lugar en un planeta lejano llamado Quasar en el territorio Amzot. El nombre del planeta (Amzot), fue por primera vez mencionado en uno de los episodios del Fantasma del Espacio, siendo esta la primera aparición de los personajes en la televisión, y dentro de la serie, el nombre fue mencionado por primera vez en el episodio 19: "Las criaturas del tiempo".
Este distante planeta, de hermosos paisajes naturales, lagos, ríos extensos y selvas profundas, estaba ubicado en algún punto desconocido en el espacio exterior, y era habitado por diversas criaturas.

## Personajes
La historia contaba con ocho personajes:
Una familia de tres humanoides habitantes del planeta, que eran los siguientes:
- Zandor (voz hecha por Mike Road), humanoide protector del planeta Amzot/Quasar, y líder de los herculoides. Era un hombre de carácter valiente y audaz, con grandes habilidades de combate, inteligencia y fuerza. Capaz de nadar, escalar, correr muy rápidamente, experto en tácticas de supervivencia al aire libre y en la lucha cuerpo a cuerpo. El haber vivido ahí toda su vida, le permite conocer todo el planeta y sus amenazas, siendo así experto en entender y hablar los idiomas de las distintas especies habitantes en él, como los dorgytos pigmeos o los monos voladores. Suele transportarse por el planeta columpiándose sobre las lianas, para luego bajar en el lugar que quiera. Estaba provisto de una honda con la que lanzaba rocas de energía, y un escudo redondo con el que se protegía de ataques, que volvía hacia él cuando lo arrojaba, y que le servía también como paracaídas y para golpear o derribar a sus enemigos. Su vestimenta se componía de un traje taparrabos verde, un collar azul de forma triangular, cinturón y pulseras de oro, botas color café, y tenía una tiara azul alrededor de la cabeza. Atados a su cinturón, lleva la funda de su honda y un saco lleno de rocas de energía, y su escudo atado a su brazo izquierdo.
- Tara (voz hecha por Virginia Gregg), la esposa de Zandor, una bella mujer rubia, inteligente, también provista de una honda, e igual de valiente que Zandor, (aunque en los primeros episodios Zandor trata de mantenerla alejada del peligro). También, a veces es tomada de rehén por los villanos para atraer a Zandor y los herculoides. Tara se encarga de proteger y cuidar de su familia, mantener organizado su hogar y (según los últimos episodios), a veces estudia las culturas vivas y antiguas que hay en el planeta. También, en ausencia de su esposo Zandor, ha tenido que dirigir a los herculoides en diversas ocasiones. Su vestimenta se componía de un pequeño vestido azul, pulseras de oro, un collar circular verde, zapatos marrones, y tenía una pepita de oro en la frente.
- Dorno (voz hecha por Ted Eccles, y luego por Sparky Marcus en 1981): El hijo de Zandor y Tara, un chico de aproximadamente 13 años, que nació y creció en medio de los peligros y batallas que había en el planeta. Es de carácter valiente en los primeros episodios, mientras que en los siguientes se muestra más ingenuo. Está visto que heredó las habilidades de su padre, aunque es más impetuoso, y su cabello es rubio como el de su madre. Su vestimenta se componía de un traje y collar azules, cinturón y pulseras de oro, botas de color café, y también llevaba una honda para defenderse.

- Cinco criaturas nativas del planeta, conocidas como Los Herculoides, amigos y protectores de la familia de humanoides, que eran las siguientes:
  - Zok: el dragón volador (voz hecha por Mike Road), que emitía rayos de poder por sus ojos y cola. Sus ojos también producían un "haz circular de rayos negativos" que podían neutralizar ciertos ataques. Zok podía sobrevivir en el espacio, era capaz de hacer viajes interestelares y podía respirar fuego. Era el medio que la familia empleaba normalmente para transportarse, montándose sobre su espalda. Se comunicaba mediante fuertes chillidos, similares al grito de un águila o un ave gigante.
  - Igoo: el gorila de roca (voz hecha por Mike Road / Ted Cassidy), un extremadamente poderoso simio gigante, quien tenía una piel invulnerable a los daños. En uno de los episodios, se muestra que su piel de piedra es tan sólida que puede resistir la lava ardiente de un volcán. Posee una fuerza y una resistencia descomunales, y podría decirse que se defiende usando la fuerza bruta, ya que por lo general golpea duramente a sus enemigos, les arroja peñascos o cosas realmente gigantes o pesadas, y les gruñe enfadado. Su voz era profunda y feroz, debido a su gran tamaño y su contextura de piedra, lo que lo hacía muy imponente y temible.
  - Tundro: un gigantesco Rinoceronte-triceratops musculoso, de diez patas y 4 cuernos (voz hecha por Mike Road), quien disparaba rocas de energía desde el cuerno con forma de cañón que tenía en la cabeza (Zandor, Tara y Dorno disparaban ocasionalmente rocas similares utilizando hondas). La resistencia de su piel es similar a la de Igoo, y tiene la capacidad de extender sus patas hasta alcanzar grandes alturas. Además, puede hacer girar su cabeza a gran velocidad, lo que le permite perforar la roca sólida o golpear fuertemente a sus enemigos. Es capaz también de realizar saltos magníficos, y de correr muy a prisa. Se comunicaba mediante fuertes rugidos.
  - Dos criaturas protoplásticas llamadas Gloop y Gleep (voces hechas por Don Messick), que podían asumir diversas formas, estirarse y contraerse a voluntad y así aumentar o disminuir de tamaño. Por ejemplo: Cuando un humanoide o criatura caía de una gran altura, uno de ellos lograba hacer contacto físico con este, para luego extender su masa y convertirse en una especie de Paracaídas, haciendo que el individuo aterrizase a salvo, y también podían ser usados como hondas gigantes. Además, eran capaces de subdividirse en partes más pequeñas (cada una con ojos propios), y volver a unirse. Gloop era el más grande de los dos, mientras que Gleep parecía ser el más pequeño. Debido a su conformación física flexible y elástica, los dos podían resistir ciertos ataques y explosiones, y tenían también la habilidad de absorber energía. Debido a esto, se encargaban de proteger y defender a los demás del ataque de sus enemigos. Su forma de hablar es la más recordada y única de todas: Podría definirse como una especie de balbuceos en un idioma extraño, similares a los ruidos producidos por los pavos, pero con una notable variación.

## Trama
Algunos episodios (de los primeros 36) eran iniciados con la siguiente narración, realizada en la serie original por el actor Mike Road:
"Somewhere out in space live The Herculoids: Zok, the laser-ray dragon, Igoo the giant rock ape! Tundro the tremendous! Gloop and Gleep, the formless fearless wonders!. With Zandor, their leader, and his wife Tara, and son Dorno. They team up to protect their planet from sinister invaders!.
All-strong! All-brave! All-heroes!! They are The Herculoids!!!"
Traducción al español:
"En algún lugar del espacio, viven Los Herculoides: ¡Zok, el dragón lanzarrayos, Igoo, el gorila gigante de roca, Tundro el poderoso!, Gloop y Gleep, capaces de convertirse en cualquier cosa!. Con Zandor, su líder, su esposa Tara y su hijo Dorno. Juntos luchan para defender su planeta de siniestros invasores!. ¡Todos fuertes, todos valientes, todos héroes. Son Los Herculoides!".
Esta presentación sería luego cambiada al hacerse el primer doblaje al español del programa en los estudios de México. A continuación se indica dicha presentación, realizada por el actor Francisco Colmenero: "¡En algún lugar del espacio, existen los Defensores Interplanetarios!: ¡Zok, el dragón con cargas láser, Igoo el gigantesco gorila, Tundro el poderoso! Gloop y Gleep, capaces de convertirse en cualquier cosa. Con Zandor, su jefe, su esposa Tara y su hijo Dorno. Siempre listos para combatir a los malvados!. ¡Todos son fuertes, todos son valientes, todos son héroes! ¡Son... los Defensores Interplanetarios!".
Ambos, Herculoides y humanoides, eran seres aparentemente primitivos, y combatían juntos para defender al planeta de diversas amenazas, venidas tanto de su mismo planeta como del espacio exterior. Los Herculoides tenían un gran nivel de inteligencia ya que podían entender el lenguaje humano, y los humanoides también entendían el lenguaje de las criaturas. Zandor y Tara, por su parte, poseían cierto conocimiento de tecnología extraterrestre, y sabían cómo pilotar naves espaciales. Había entre la familia y las criaturas un gran nivel de lealtad y compañerismo, tanto así que ninguno de ellos permitió nunca que nada les sucediera a los humanoides.
Esencialmente, Zandor, Tara, Dorno y los herculoides luchaban para mantener la paz en su planeta, y para que este no fuera conquistado ni destruido por sus crueles enemigos. La armonía del hábitat natural de los herculoides, se veía constantemente amenazado por varios invasores: Algunos episodios presentaban a villanos que venían al planeta buscando vengarse de Zandor por alguna derrota del pasado (que nunca fue especificada), mientras que otros mostraban a enemigos que querían quedarse con el planeta por sus riquezas, o que querían adueñarse de los herculoides. Cabe destacar que, a pesar de que dichos enemigos eran tecnológicamente avanzados, y de que estaban provistos de cohetes veloces, pistolas de rayos láser, discos antigravitacionales y robots poderosos, los herculoides siempre los derrotaban y lograban así mantener a salvo su planeta y sus vidas.
Así, podría decirse que, en cierto modo, el tema de la serie consistía en la lucha de sus protagonistas por sobrevivir, ya que si ellos no se defendían, sus enemigos los matarían y conquistarían o destruirían su planeta. Por lo tanto, Zandor, Tara, Dorno y los herculoides no solo debían defenderse y pelear para no morir, sino también para preservar su tranquilo y bucólico estilo de vida.
La forma en que Zandor y las criaturas se conocieron nunca fue revelada dentro de la serie, ni su creador (Alex Toth) dijo nada al respecto, dando lugar a muchas teorías. Sin embargo, se supone que dichas criaturas son nativas del planeta, y tal vez, al ver que Zandor lo defendía, decidieron unirse a él. Después de esto, Zandor debió conocer a Tara y enamorarse de ella, tras lo cual se casaron y tuvieron un hijo. Otra teoría sugiere que Zandor y Tara pudieron haber sido una vez personas tecnológicamente avanzadas, guerreros que decidieron retirarse y vivir en tranquilidad en el planeta. pero estas son solo teorías, y como se sabe, los estudios Hanna-Barbera nunca se preocupaban en revelar el origen de sus personajes o sus vidas, por lo que no se sabe exactamente cómo Zandor, Tara y Dorno conocieron a los herculoides.
La secuencia de inicio del programa, era una composición musical completa, escrita y dirigida por Ted Nichols, en la que se mostraba el valor y la fuerza de los personajes: . Aunque con algo de música original, la mayoría de la música incidental del programa fue reciclada de la serie Jonny Quest, y compuesta en su totalidad por el músico Hoyt S. Curtin.
La canción de apertura de la serie fue cambiada para la segunda temporada en el año 1968, creándose otra diferente, con un ritmo menos heroico donde se presentaban nuevas imágenes de los personajes, con la voz en inglés de Mike Road: .

## Episodios

### La serie original
Doblados bajo el título de "Los Defensores Interplanetarios", estos episodios fueron exhibidos originalmente por la cadena estadounidense CBS a partir del año 1967 hasta 1969. Fueron luego retransmitidos en el año 1976, como parte de un programa titulado "The Super Globetrotters / Herculoids Hour". A continuación se listan los 36 episodios originales de la serie, con sus nombres en el doblaje al español realizado en los estudios de México:
1. Los Hombres papagayo (The beaked people).
2. Los corsarios (The raiders).
3. Los Hombres Raíz (The pod creatures)
4. El arca de Sarko (Sarko, the arkman).
5. Los hombres topo (The mole men).
6. Los piratas (The pirates).
7. Los hombres araña (The spider man).
8. Mekkor.
9. El dorgyto perdido (The lost Dorgyte).
10. Las hormigas destructoras (Destroyer ants).
11. La derrota de Ogron (Defeat of Ogron).
12. Los Hombres Androide (The android people).
13. El templo de Trax (Temple of Trax).
14. El monstruo del pantano (The swamp monster).
15. Los lanceros láser (Laser lancers).
16. Los monos corsarios (The raider apes).
17. El pequeño mundo de terror (Tiny world of Terror).
18. Prisioneros de los hombres burbuja (Prisoners of the bubblemen).
19. Las criaturas del tiempo (The time creatures).
20. Los gladiadores de Kianito (The gladiators of Kyanite)
21. Mekkano, el genio de las máquinas (Mekkano, the machine master).
22. La invasión de los electrohombres (Invasion of the electrode men).
23. Misión en las amatonas (Mission of the amatons).
24. La reina Skorra (Queen Skorra).
25. El ataque de la gente sin cara (Attack of the faceless people).
26. Los Zorbots (The Zorbots).
27. El regreso de Sta-Lak (Return of Sta-Lak).
28. La venganza de los piratas (Revenge of the pirates).
29. La reina de los reptons (Ruler of the reptons).
30. La isla del terror (The island of the gravites).
31. Malak y sus robots (Malak and the metal apes).
32. El regreso de Torrak (The return of Torrak).
33. El antídoto (The antidote).
34. Ataque desde el espacio (Attack from space).
35. Los mutoides (The mutoids).
36. Los hombres cristal (The crystalites).

### Episodios en Space-Stars
El programa Space-Stars del año 1981, que pretendía reunir a los más grandes héroes de la Ciencia ficción producidos por Hanna-Barbera tuvo a la serie en su catálogo de superhéroes, y se crearon 11 nuevos episodios, que fueron doblados bajo el título de "Los herculoides". En estos episodios, se mostraba a los herculoides como héroes conocidos en toda la galaxia, y como buenos amigos del Fantasma del Espacio. Estos episodios se diferenciaron de los originales, aparte de la música, en que eran iniciados con la voz de un narrador, que intervenía a veces en medio y al final del episodio; entre otras diferencias, las cuales pueden verse en esta sección. Cabe mencionar que, tanto en estos episodios, así como en los primeros 36, participó en el doblaje el actor mexicano Esteban Siller, interpretando la mayoría de las veces los papeles de villano. A continuación se listan los 11 nuevos episodios de los herculoides, con su título en el doblaje al español:
1. El monstruo de hielo (The ice monster).
2. La amenaza púrpura (The purple menace).
3. El pájaro de fuego (The fire bird).
4. La criatura energética (The energy creature).
5. Los jinetes serpiente (The snake riders).
6. El bucanero (The buccaneer).
7. El terremoto (The thunderbolt).
8. El regreso de los antiguos (Return of the ancients).
9. Cazadores del espacio (Space trapers).
10. Los invisibles (The invisibles).
11. El controlador de mentes (Mindbender).

## Créditos de producción
La siguiente lista recoge los nombres de las personas que hicieron posible la creación y desarrollo de la serie original de Los Herculoides, entre los años 1967-1969:
- Producción y dirección: William Hanna y Joseph Barbera.
- Creación de historia y diseño de personajes: Alex Toth.
- Dirección de historia, escritores y guionistas: Bill Pérez, Paul Sommer, Ken Spears, Alex Toth, Joe Ruby, David Scott.
- Supervisor de producción: Howard Hanson.
- Asistente de supervisor de producción: Victor O. Schipek
- Productor asociado: Art Scott.
- Supervisor técnico: Frank Paiker.
- Animación: Charles A. Nichols, Ed Aardal, John Sparey, Lou Kachivas, Rudy Cataldi, Harry Holt, Ray Abrams, Dick Hall, Tony Love.
- Edición de montaje: Warren Leighton, Larry Cowan, David Horton, Geoffrey Griffin.
- Música original: Ted Nichols, William Hanna, Joseph Barbera, Hoyt S. Curtin.
- Dirección de sonido: Richard Olson, Bill Getty.
- Diseño: Bill Pérez, Tony Sgroi, Nick Gibson, Al Wilson, Jack Huber, Dick Bickenbach.
- Fondos: Paul Julian, Gary Niblett, Cathleen Braver.
- Camarógrafos: Bill Kotler, Gene Borghi, Byron McRae, Cliff Shirpsher.

## Otras apariciones
La primera aparición de los herculoides en la televisión, fue en el episodio "El consejo de la muerte parte 4: Los monstruos de Moltar", en el programa del Fantasma del Espacio. En los 6 episodios finales de la serie original, (la saga del consejo de la muerte), el Fantasma del Espacio, mientras lucha contra el poder combinado de sus más acérrimos enemigos, se encuentra con algunos otros superhéroes de Hanna-Barbera antes de que estos tuvieran sus propias series. Estos episodios se hicieron para promocionar y presentar a los nuevos personajes de la productora, cuyos programas se estrenarían en el año 1967. En el episodio 40 de la serie, al ver que Moltar amenaza con matar a Jan y Jace, el Fantasma se rinde y Moltar lo envía prisionero con sus hombres fundidos al planeta Amzot, de donde nunca deberá regresar. Sin embargo, al llegar ahí, Zandor y Dorno ven a la nave de los hombres de Moltar y se preguntan por qué tienen prisionero a un hombre. Entonces son atacados, y al ver esto el Fantasma les grita que corran, temiendo que las criaturas de Moltar los destruyan. Zandor dice que deben salvar a aquel hombre, así que lidera a Gloop, Gleep, Tundro, Igoo y Zok y estos acaban con ellos. El Fantasma se acerca, y es al verse que Zandor y él se reconocen. El superhéroe se los agradece, se despiden y este regresa al planeta de Moltar. Curiosamente, el personaje de Tara no apareció aquí.
Con el estreno de la serie, los personajes aparecieron en muchas ediciones de libros de historietas, publicados por la empresa "Gold Key" para Hanna-Barbera, junto con otros superhéroes de acción de la productora, como Moby Dick y Mighty Mightor, el Fantasma del Espacio y Dino Boy, Sansón y Goliat, entre otros. Además, los personajes aparecieron en una publicación de Marvel Comics en el año 1978. Finalmente, sus dos últimas apariciones en el mundo de los cómics las hicieron gracias a tres publicaciones de la empresa DC Comics, presentadas en su libro "Cartoon Network presents", en su sección llamada Toonami.
A continuación la relación de dichas publicaciones, con sus títulos y un resumen de cada una de ellas:
1. Gold Key: Superhéroes de la TV de Hanna-Barbera (abril de 1968-octubre de 1969):
  1. La invasión de las hormigas marcianas (Invasion of the Martian Ants): Una nave se estrella en las tierras de Amzot, y cuando Zandor y Zok van a investigar son atacados por hormigas gigantes. Zandor llama a Los Herculoides, pero ellos quedan atrapados en una caverna. Gloop y Gleep los ayudan a escapar y juntos atacan a un extraterrestre que había enviado las hormigas para recoger materias primas para sus planes de guerra. El marciano es derrotado y abandona el planeta.
  2. La invasión de los vampiros de vapor (The Vapor Vampire Invasion): Una extraña flota de naves vuela sobre Amzot, tomando lecturas del alto contenido de humedad del planeta. De pronto, nubes de vapor descienden a la superficie, y ante los Herculoides una de ellas se condensa en una pequeña criatura, que comienza a chupar toda la humedad de las plantas quitándoles la vida y luego se convierte de nuevo en vapor. ¡Pronto todo el planeta está infestado de estas criaturas! Pero con la ayuda de Gloop y gleep, Zandor viaja hasta la nave, llama a todas las criaturas hasta ahí, y luego se las lleva al frío polo norte de Amzot, donde el vapor se congela al instante y se convierten en cristales de hielo.
  3. La amenaza de las criaturas de la caverna (Threat of the Cavern Creatures): Repentinamente, extrañas rocas volantes atacan a Los Herculoides y comienzan a drenar su energía.  Pronto un escuadrón de criaturas llamadas Grunogs capturan a Zandor y lo llevan con ellos a su caverna. Sin embargo, Los Herculoides logran rescatarlo, Zok destroza su peña y se las lanza como catapulta e Igoo cierra la entrada de su cueva con una montaña de rocas. Así, la superficie de Amzot está a salvo otra vez.
  4. El demonio diamante (The Diamond Demon): Mientras caminaban en una región inexplorada de Amzot, Zandor y su familia caen a través de una abertura en el suelo debajo de ellos. Después de zambullirse en una piscina bajo tierra, se arrastran hacia fuera, ¡y luego son recibidos por un monstruo diamante que había despertado!. ¡Los rayos destructores y las rocas de energía no tienen ningún efecto sobre él! Después de mucho luchar, Igoo aparece desde la superficie, conduce al monstruo a una zona rodeada de diamantes, y le indica a Zok que lanze sus poderosos rayos a través de las paredes, con lo que el monstruo se rompe en pedazos.
  5. Las criaturas de energía (The Energy Creatures): Una noche, una misteriosa esfera se estrella en el pantano prohibido de Amzot. Un alien azul brillante llamado Amaak, se contacta con el planeta M y se prepara para probar la fuerza de Los Herculoides para una posible futura invasión. Todos los poderes de Los Herculoides no tienen ningún efecto sobre la criatura de energía eléctrica, que comienza a convertir las piedras y los árboles en descomunales criaturas energéticas. Sin embargo, al final Gleep e Igoo logran destruir a las criaturas y Amaak sufre un cortocircuito al hacer contacto con el agua.
  6. Los crueles reductores (The Ruthless Reducers): Los Herculoides luchan contra los despiadados reductores, una raza que recorre el Universo reduciendo formas de vida. Su meta es ser honrados como los cazadores más grandes que jamás rondaron el Universo. Encogen a Los Herculoides, pero los cautivos escapan y descubren el punto débil de los cazadores: sus orejas. Atacando sus "centros de equilibrio", Los Herculoides obligan a los reductores a restaurarlos a la normalidad, tras lo cual Los Herculoides reducen a los alienígenas, impidiéndoles operar su nave y dejándolos varados en Amzot.
2. Marvel Comics 1978: "Estrellas de la TV de Hanna-Barbera" (Hanna-Barbera Television Stars):
  1. El caldero del desastre (Cauldron of Disaster):  Desde la selva oriental, un humo se eleva mientras Zandor y Zok vuelan cerca. Ellos siguen el humo hasta que descubren un caldero lleno de criaturas similares a gusanos bajo una enorme estatua. Los Herculoides luchan contra estas criaturas que se están comiendo la vegetación, y también contra la estatua que resulta ser un guerrero de la galaxia Abyx. Igoo le da un irrompible abrazo mortal y el guerrero se entrega ofreciendo dar el antídoto para eliminar a las criaturas gusano.
3. DC Comics: "Cartoon Network Presenta (Toonami)", diciembre de 1997-enero de 1999:
  1. Todo el mundo necesita a alguien (Everybody needs Somebody): Igoo se siente solitario, ya que no hay ninguna criatura de roca como él.
  2. Me amaba como un Zok (She Loved Me Like a Zok): Zok cae enfermo, por lo que es visitado por su madre, un dragón espacial gigante.
  3. Molestia de otro planeta (Bother From Another Planet): Temerarios adolescentes extraterrestres del espacio exterior, les hacen la vida difícil a Los Herculoides cuando deciden hacer sus competiciones en el planeta Quasar.
  4. Lo que el invierno se llevó (Winter Takes All):  Invasores alienígenas tornan las cálidas temperaturas de Amzot en condiciones extremadamente frías, provocando inmensas tormentas de nieve. Zandor y Zok tratan de detenerlos, pero son puestos en congelación criogénica. Tara, Dorno, Gloop, gleep, Igoo y Tundro viajan a la base de los extraterrestres, liberan a Zandor y Zok y destruyen las máquinas congelantes que producían el frío. Los aliens abandonan su base y dejan el planeta Quasar.

Los herculoides son mencionados y aparecen en muchos episodios del Fantasma del Espacio de costa a costa. En el episodio de la demanda, el Fantasma les dice a Jan y Jace: "¡Todo esto es su culpa, yo no les debo nada!. ¡Sin mí estarían con los herculoides persiguiendo a Gloop y Gleep con una escoba!". En la secuela de ese episodio, al escapar de la cárcel, el Fantasma se pierde en el espacio y llega al planeta Amzot, donde es atacado por Zandor, Dorno y los herculoides, ya que ellos pensaban que había maltratado a Jan y Jace. La escena muestra primero al Fantasma aterrizando en el planeta, luego llama a Igoo diciendo: "¡Ey, muchacho, por aquí!. ¿Mono espacial quiere maní?", Igoo gruñe y golpea al Fantasma. Entonces aparece Zandor y dice: "Vete Fantasma del Espacio. No queremos a los de tu clase en este idílico mundo extraterrestre". El Fantasma responde: "Oh, vamos Zandor. Solo quería preguntarte por una dirección, y... golpearte". Entonces los herculoides, Igoo, Gloop y Gleep le lanzan rocas de energía, el Fantasma grita: "¡Au, basta ya, hippies!", y Dorno grita: "¡Esfúmate monstruo! ¡vimos lo que le hiciste a Jan y Jace!". Gloop y Gleep están muy enojados, y se mueven arriba y abajo mientras emiten sus sonidos particulares. Lo que dicen se muestra en subtítulos en la pantalla: "¡Patán espacial, patán espacial. La próxima vez te enterraremos!", y El Fantasma les responde: "¡Maldita comunidad de monstruos hippies, después de Birdman siguen ustedes!", y se va volando.
En el episodio "Salve Carita", de la serie para adultos "Laboratorio Submarino 2021", se menciona que unas pequeñas criaturas venidas de Japón se llaman "Gloops".
Gloop también aparece en muchas ocasiones en la serie Harvey Birdman, abogado, Gleep también es mencionado, y Zok aparece en un episodio, (cuando Phil Ken Sebben arroja un cuadro gráfico sobre él). Tundro aparece al final del episodio "Más Allá del Valle de Los Dinosaurios" disparándole sus rocas de energía a Phil Ken Sebben, quien olvidó cerrar el portal del Jacuzzi de Pepe Pótamo que llevaba a tiempos prehistóricos.
Los herculoides son mencionados en un episodio de Los hermanos Venture, en el que es encontrada una vieja carta de admirador que el doctor Venture escribió al programa. Al leerla, la carta resulta ser un mensaje de odio, en el que el joven Rusty Venture llama "Hippies" a los herculoides, por no haber ido a luchar a la Guerra de Vietnam.
Gloop y Tundro aparecen en el programa Padre de familia en el episodio "8 reglas para comprar a mi hija adolescente. En una escena, Gloop no puede conseguir un trabajo para cuidar a los hijos de Lois. En protesta, Tundro aparece y le dispara sus rocas de energía a Lois.

## Los Herculoidesen otros idiomas
- Húngaro: A Herkuloidák
- Inglés: The Herculoids
- Portugués: Os Herculoides
  - El doblaje del programa a la versión brasilera, fue realizado en los estudios "Cine Castro" en Río de Janeiro y São Paulo. Contó con las voces de Mílton Rangel como Zandor, Ruth Schelske como Tara, Luiz Manuel como Dorno, y, como en todos los doblajes de la serie, se añadieron los efectos vocales de Mike Road / Ted Cassidy / Don Messick del original, que fueron las voces de los herculoides.
- Euskera: Herkuloideak: .
- Italiano: Gli Erculoidi
- Japonés: 怪獣怪獣王ターガン Kaijû Ô Tâgan (Los monstruos del rey Targan)
  - Los nombres de los personajes fueron también cambiados al japonés. Los nombres en japonés eran: Targan (Zandor), Marmi (Tara), Kane (Dorno), Maryû (Zok), Rikira (Igoo), Tangurô (Tundro), Hyûhyû (Gloop) y Bôbô (Gleep).

## Trivia
- En los episodios 20 y 23, se presenta a los herculoides como los "Defensores del Espacio", y no como normalmente se les llamaba: los Defensores Interplanetarios.
- En el episodio "La isla del terror", el nombre del villano (Lotak), fue cambiado a "Mordak" al ser doblada la serie al español.
- Cuando la serie fue continuada con los nuevos episodios que se hicieron en 1981, el nombre del planeta donde se desarrollaba la trama fue cambiado a Quasar, lo que en la serie se justificó aludiendo a que el nombre del planeta en realidad era Quasar, y la tierra en que vivían los herculoides se llamaba Amzot.
- Además, en los nuevos episodios, el nivel de violencia que provocó la cancelación de la serie en los 60, fue gradualmente reducido. Así, los escritores trataron de que la familia y los herculoides se vieran más sueltos y divertidos. Sin embargo, esto no impidió ni alteró el sentido original de la serie: la lucha del bien contra el mal y las batallas heroicas.
- En los episodios originales, la forma de llamar o reunir a los herculoides en caso de que alguno de ellos se encontrara en peligro, era tocando una especie de cuerno, cuyo sonido podía ser oído por los demás y así acudían a ayudarlo. Sin embargo, esta forma fue cambiada en los nuevos episodios de 1981: La forma de reunir a todos los herculoides, era que un humanoide los llamara. Zandor usualmente lo hacía alzando su voz y gritando con todas sus fuerzas: ¡herculóidees! ¡herculóideees!, tras lo cual estos acudían al lugar donde estaba.
- En el año 1968, mientras se transmitían los episodios de la serie en Estados Unidos, la cadena CBS le hacía publicidad al programa con comerciales que contenían rimas fáciles de recordar. Esta publicidad se llamaba "CBS Cartooniverse", y fue aplicada también para todos los demás programas de acción de Hanna-Barbera.

La rima para los herculoides era la siguiente:
"Somewhere in the future, live the Herculoids

Somewhere out in space, among the asteroids.

Igoo and Tundro, Zandor and Zok

Electrical dragons and energy rocks. 

Somewhere in the future live the Herculoids!"
Traducción libre:
En algún lugar del futuro viven los herculoides

en algún lugar en el espacio, entre los asteroides.

Igoo y Tundro, Zandor y Zok

hay dragones eléctricos y de energía las rocas son.

¡y en algún lugar del futuro viven los herculoides!